# Joseph Kittinger
Joseph William Kittinger II (ur. 27 lipca 1928 w Tampie, zm. 9 grudnia 2022 w Orlando) – amerykański pilot wojskowy, skoczek spadochronowy, baloniarz.

## Życiorys
Jako pilot USAF od 1950 roku służył w Ramstein Air Base w Europie na samolotach F-84 Thunderjet i F-86 Sabre, następnie przeniesiony do Holloman Air Force Base. 2 czerwca 1957 roku w ramach pierwszego z serii lotów balonowych Project Manhigh wzniósł się na wysokość 29 500 metrów.
W latach 1959−1960 brał udział w eksperymentalnym Projekcie Excelsior dotyczącym przetestowania dwuspadochronowego systemu Beaupre’a. 16 sierpnia 1960 skoczył z wysokości 31 333 metrów, faza spadku swobodnego trwała 4 min 36 sek. i pomyślnie wylądował na ziemi. Spadając uzyskał prędkość maksymalną 988 km/h, cztery rekordy świata uzyskane w trakcie tego skoku nie zostały nigdy uznane przez organizacje cywilne, jednak trzy z nich przetrwały 52 lata.
Do jego rekordów należał również najwyższy pułap wysokości w locie balonem, pobity jednak w 1961 roku przez załogę US Navy w składzie kmdr por. Malcolm Ross i kmdr ppor. Victor Prather Jr.
Wielokrotnie odznaczony za udział w projekcie Excelsior, w 1963 roku uczestniczył jeszcze w projekcie astronomicznym Stargazer, w którym używano balonu helowego. W trakcie wojny wietnamskiej w trzech turach wylatał łącznie 483 misje, na kolejno A-26 Invader, B-26K i F-4D Phantom II. Na ostatnim typie uzyskał zestrzelenie północnowietnamskiego MiGa-21. W 1972 roku został zestrzelony w starciu powietrznym, w wyniku czego spędził 11 miesięcy w niewoli.
Kittinger doradzał Feliksowi Baumgartnerowi w trakcie skoku wykonanego 14 października 2012 roku, mającego pobić rekordy Kittingera: Baumgartner ustanowił nowe rekordy wysokości załogowego lotu balonem, wysokości skoku spadochronowego i prędkości swobodnego spadania – Kittinger zachował jednak rekord najdłuższego spadku swobodnego. Kittinger był mentorem austriackiego skoczka w czasie przygotowań a także jedynym głosem, który kontaktował się z Baumgartnerem podczas misji.

## Odznaczenia
- Silver Star – dwukrotnie
- Legion of Merit – dwukrotnie
- Distinguished Flying Cross – sześciokrotnie
- Bronze Star – trzykrotnie
- Purple Heart – dwukrotnie
- Meritorious Service Medal – raz
- Air Medal – 24 razy
- Prisoner of War Medal
- Army of Occupation Medal
- Vietnam Service Medal
- Air Force Command Pilot Badge(inne języki)
- Air Force Master Parachutist Badge(inne języki)
- Vietnam Campaign Medal – Wietnam Południowy

## Literatura
- Kittinger, Joseph (1961). The Long, Lonely Leap. New York: E. P. Dutton. (Kittinger's autobiography)
- Kennedy, Gregory P. (2007). Touching Space: the story of Project Manhigh. Schiffer. ISBN 0-7643-2788-7.
- Ryan, Craig (1995). The Pre-Astronauts: Manned Ballooning on the Threshold of Space. Naval Institute Press. ISBN 1-55750-732-5.